# Tiberius Iulius Alexander Iulianus
Tiberius Iulius Alexander Iulianus est un homme politique et sénateur romain du IIe siècle, ayant vécu sous les règnes des Flaviens et de Trajan. Il est consul suffect en 117.

## Biographie

### Famille
Il est peut-être le fils ou le petit-fils de Tiberius Julius Alexander, procurateur de Judée en 46-48, lieutenant de Corbulon lors de ses campagnes contre les Parthes en 62-64 et préfet d'Égypte en 66-69. C'est sous l'impulsion de ce neveu de Philon d'Alexandrie et celle de Mucien que Vespasien est proclamé empereur par les légions d'Orient à Alexandrie le 1er juillet 69. Il participe au siège de Jérusalem en 70 aux côtés de Titus.

### Carrière
Il n'est quasiment connu que pour sa participation à la guerre parthique de Trajan.
Entre 114 et 117, il y participe en tant que légat de légion. Il est chargé en 116, avec le général Erucius Clarus, de reconquérir le sud de la Mésopotamie qui s'est révolté. Les deux généraux remplissent leur mission avec succès et reprennent le contrôle de Séleucie du Tigre qui est incendiée,.
En récompense pour ses actions en Orient, Tiberius Iulius Alexander Iulianus obtient le consulat suffect, comme Erucius Clarus, peu après les campagnes contre les Parthes, à partir du 1er juillet 117,.
Il est membre du collège des Frères Arvales en 118-119 et peut-être toujours en 145.